# Torsten Brandt
Torsten Robert Alexander Brandt, född den 23 augusti 1887 i Norrköping, död den 1 juli 1964 i Gamleby församling, Kalmar län, var en svensk jurist. Han var farbror till Robert Brandt.
Brandt avlade studentexamen i hemstaden 1905 och reservofficersexamen 1907. Han blev underlöjtnant i Smålands artilleriregementes reserv sistnämnda år och löjtnant där 1913. Brandt beviljades avsked ur reserven 1921. Han blev student vid Uppsala universitet 1907 och avlade juris kandidatexamen där 1912. Brandt genomförde tingstjänstgöring 1912–1914, var tillförordnad domhavande 1914–1916 och 1920–1931 samt tjänstgjorde i Svea hovrätt 1916-1919 som aktuarie, fiskal och assessor. Han blev vice häradshövding 1920. Brandt var häradshövding i Tjusts domsaga 1931–1953 och ordförande i poliskollegiet i Kalmar läns norra landstingsområde 1940–1953. Han blev riddare av Nordstjärneorden 1937 och kommendör av andra klassen av samma orden 1949. Brandt vilar i sin familjegrav på Matteus begravningsplats i Norrköping.